# Höllberghof

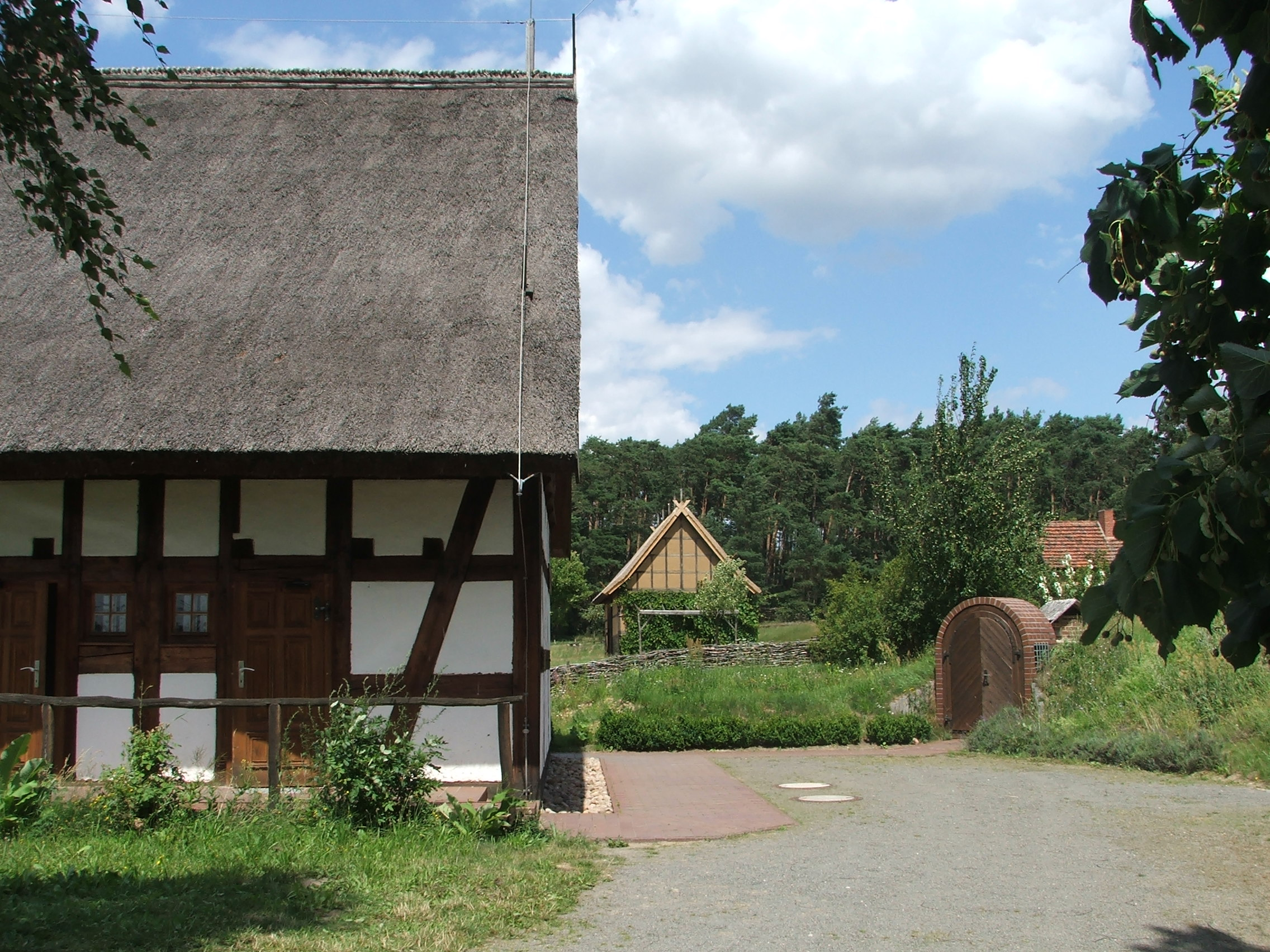
Höllberghof

Der Höllberghof liegt im Naturpark Niederlausitzer Landrücken und ist ein bekanntes Ausflugsziel in der Nähe von Luckau nördlich von Wüstermarke (Gemeinde Heideblick). Der Hof ist ein 1991 nach 200 Jahre altem Vorbild nachgestalteter, funktionstüchtiger Bauernhof aus Holz, Lehm, Schilf, Stein und Stroh. Der bäuerliche Dreiseithof dient einerseits der ländlichen Brauchtumspflege, andererseits aber auch als Forschungs- und Umweltbildungsstätte.
Auf einem 2.500 Meter langen Rundweg können die Besucher in einem Tiergehege lebende alte Haustierrassen besichtigen, unter anderem Skudden, eine genügsame Schafrasse, oder das Weideschwein. Gezüchtet, um vor dem Aussterben bewahrt zu bleiben, werden diese Nutztiere gleichzeitig zur Landschaftspflege eingesetzt.
Die jährlichen Höllbergfeste im Frühjahr sowie die Erntefeste im Herbst zählen zu den kulturellen Höhepunkten der Region und stehen im Zeichen der handwerklichen Traditionspflege. Dabei wird das Brot in einem herkömmlichen Backhaus gebacken und in Trachten aus dem 19. Jahrhundert werden alte Handwerke wie das Spinnen, Filzen, Dreschen und Buttern sowie in der Höllbergschänke regionaltypische Gerichte vorgestellt. Wechselnde Ausstellungen, Seminare, Podiumsgespräche und Exkursionen geben Informationen über die Geschichte der Landnutzung. Als praktische Anschauung dazu wird vom Förderverein des Naturparks in den angrenzenden Höllenbergen die Dreifelderwirtschaft praktiziert, wie sie um 1800 betrieben wurde, als die Artenvielfalt der Landschaft am größten war.
In der näheren und weiteren Umgebung des Hofes, von den Höllenbergen bis hin zur Calauer Schweiz, südlich des gleichnamigen Ortes gelegen, gibt es viele ausgewiesene Wanderwege, wie sie auch für den übrigen Naturpark des Niederlausitzer Landrücken vorgesehen sind.